# Scherma in carrozzina ai IV Giochi paralimpici estivi
Per la scherma in carrozzina ai Giochi paralimpici estivi di Heidelberg 1972 furono disputate 11 gare (8 maschili e 3 femminili).

## Medagliere
Per la quarta volta consecutiva ai Giochi paralimpici, l'Italia si aggiudicò il medagliere nella scherma in carrozzina.
| Pos.   | Nazione        |    |    |    | Totale |
| ------ | -------------- | -- | -- | -- | ------ |
| 1      | Italia         | 6  | 3  | 0  | 9      |
| 2      | Regno Unito    | 2  | 1  | 3  | 6      |
| 3      | Francia        | 1  | 4  | 3  | 8      |
| 4      | Germania Ovest | 1  | 2  | 3  | 6      |
| 5      | Israele        | 1  | 1  | 1  | 3      |
| Totale | Totale         | 11 | 11 | 10 | 32     |

## Risultati
| Competizione                             | Oro                                                         | Argento                                                              | Bronzo                                              |
| ---------------------------------------- | ----------------------------------------------------------- | -------------------------------------------------------------------- | --------------------------------------------------- |
| Spada individuale maschile               | Roberto Marson                                              | Pierre Prestat                                                       | Cyril Thomas                                        |
| Spada a squadre maschile                 | Roberto Marson Franco Rossi Germano Zanarotto               | Michel Foucre Pierre Prestat Herbert Sok                             | J. Clarke Cyril Thomas Terry Willett                |
| Fioretto individuale maschile            | Vittorio Loi                                                | Franco Rossi                                                         | Willi Schneider                                     |
| Fioretto individuale maschile (novizi)   | Vittorio Paradiso                                           | Huebenthal                                                           | Dieter Leicht                                       |
| Fioretto a squadre maschile              | Giuliano Koten Vittorio Loi Franco Rossi Germano Zanarotto  | Jacques Ceretto Roger Schuh Herbert Sok                              | Hans-Joachim Bohm Huebenthal Juhlke Willi Schneider |
| Fioretto a squadre maschile (novizi)     | Huebenthal Dieter Leicht Maul                               | Rocco Iaculano Giovanni Marras Vittorio Paradiso                     |                                                     |
| Sciabola individuale maschile            | Roberto Marson                                              | Ron Parkin                                                           | Pierre Prestat                                      |
| Sciabola a squadre maschile              | Ron Parkin Cyril Thomas Terry Willet                        | Giovanni Ferraris Roberto Marson Germano Pecchenino Oliviero Venturi | Michel Foucre Pierre Prestat Roger Schuh            |
| Fioretto individuale femminile           | Josette Merckx                                              | Shoshana Sharabi                                                     | Rachel Tassa                                        |
| Fioretto individuale femminile (novizie) | Carol Bryant                                                | Lenzko                                                               | Geraldine Pissonier                                 |
| Fioretto a squadre femminile             | Ayala Malchan Margalit Peretz Shoshana Sharabi Rachel Tassa | Madeleine Foure Josette Merckx Geraldine Pissonier                   | Sally Haynes J. Swann P. Waller                     |
| Totale                                   | 10                                                          | 10                                                                   | 10                                                  |